# خاوة (مقاطعة دليجان)
خاوة (بالفارسية: خاوه اردهال) هي قرية تقع في قسم جوشق الريفي (مقاطعة دليجان) في إيران. يقدر عدد سكانها بـ 743 نسمة بحسب إحصاء 2016.